# Rhopaloblaste ceramica
Rhopaloblaste ceramica là loài thực vật có hoa thuộc họ Arecaceae. Loài này được (Miq.) Burret miêu tả khoa học đầu tiên năm 1928.